# Mitaka
Mitaka (jap. 三鷹市 Mitaka-shi) – miasto w Japonii, na terenie stołecznej prefektury Tokio. Ma powierzchnię 16,42 km². W 2020 r. mieszkało w nim 195 558 osób, w 96 377 gospodarstwach domowych  (w 2010 r. 186 028 osób, w 89 810 gospodarstwach domowych). Rozwija się tu przemysł elektrotechniczny i środków transportu. Jest to jedna z tzw. sypialni dla Tokio. Miasto słynie z Muzeum Ghibli.
W mieście rozwinął się przemysł elektroniczny, samochodowy oraz lotniczy.
W miejscowości znajduje się stacja kolejowa Mitaka.